# マッドメン (テレビドラマ)
『マッドメン』（原題: Mad Men）は、1960年代のニューヨークの広告業界を描いた、アメリカ合衆国のAMC製作のテレビドラマシリーズ。

## 概要
1960年代のニューヨーク、マディソン・アヴェニューにある大手広告代理店を舞台に、そこで働く者たちを描くドラマである。なお、タイトルである「マッドメン（Mad Men）」とは本作品の舞台であり、現在も大手広告代理店の本社が多いマディソン・アヴェニュー（Madison Avenue）の広告マンを指す造語である。
1960年代の当時の社会情勢や風俗を緻密に再現しており、現在の一般企業では社会通念上許される事のない、勤務中の社内での飲酒、喫煙や、セクシャル・ハラスメントまがいの発言や行為、そして人種差別などが大胆に描かれている。また、BBDOやGREY groupなどの現存する大手広告代理店や、アメリカン航空やヒルトンなどの現存する企業（クライアント）の名前や実例が多く登場する。
2008年の第60回プライムタイム・エミー賞では15部門にエントリーされ、ドラマシリーズ部門作品賞を含む6部門を受賞。翌2009年の第61回プライムタイム・エミー賞では1エントリー増やし13部門16エントリー（ドラマ部門脚本賞に3エントリー）とし、ドラマシリーズ部門作品賞と同脚本賞を受賞。更に翌2010年の第62回プライムタイム・エミー賞では14部門17エントリーされ、ドラマシリーズ部門作品賞・脚本賞を含む4部門を受賞。3年連続のドラマシリーズ部門作品賞受賞の快挙となった。またゴールデングローブ賞でも、65回、66回、67回と3年連続のドラマシリーズ部門作品賞を受賞している。
2007年7月19日に放送を開始し、2015年にシーズン7をもって終了した。日本では2010年5月より第3シーズンの字幕版がフジテレビNEXTで、2010年6月より吹替版がフジテレビで、それぞれ放送されている。また、2011年2月14日から字幕版、2月17日から吹替版をAXNにて放送開始。また、2015年4月13日からはテレビ神奈川でも放送を開始している。
オープニングテーマはRJD2が担当。

## 登場人物

### 主要人物
- ドン・ドレイパー(Donald Francis "Don" Draper)
  - 演 -  ジョン・ハム/声 - 山寺宏一
  - スターリング・クーパー広告代理店の敏腕クリエイティブ・ディレクター[3]。
  - 仕事に関しては非常に優秀で決断力もあることから社内で一目置かれる存在になっている。また、理知的で同僚たちの人種や女性などへの悪趣味なジョーク、中傷を戒めることもある。
  - 妻のベティと2人の子供とともに表面上は幸せそうな普通の家庭を営んでいた。
  - 会社や家族にも過去の事を話したがらないが、それは実は朝鮮戦争に参加した際の混乱に紛れ、戦死した上官に成りすまし帰国し、一切の過去を捨てたためである。
  - 本名はディック・ホイットマン。
  - 母親は娼婦で彼の出産が原因で死亡、父親はその客であった。また、そのことから暗く孤独な少年時代を過ごす。
  - 腹違いの弟がいたが、過去を捨てた彼に拒絶され、自殺してしまう。
  - 仕事や暗い過去、また、それを隠し偽っていることなどの反動からか、仕事上で付き合いのある多くの女性と関係を持っている。
  - 自身の秘密については、彼自身相当な精神的なストレスを抱えているようで、いざ秘密がバレそうになると普段の冷静さは消えうせ、かなり動揺してしまう。
  - のちに、会社の混乱に乗じて新会社「スターリング・クーパー・ドレイパー・プライス」の共同経営者になることに成功する。また、ついにベティに自らの秘密を打ち明けたが、結局、結婚生活は破綻し、離婚することになる。
  - 離婚後は家を妻に譲り、自身は一人、マンションで暮らしている。
  - シーズン4終盤で自分の秘書と衝動的に結婚をする。
- ペギー・オルセン(Margaret "Peggy" Olson)
  - 演 -  エリザベス・モス/声 -  小林沙苗
  - スターリング・クーパー広告代理店のコピーライター。
  - 当初はドンの秘書として雇われていたが、口紅の広告の仕事時、コピーライターとして非凡な才能を見せた[3]ことから、社内で唯一の女性コピーライターになる。
  - その後は社内の女性差別や嫉妬に苦しみながらも徐々に立場を上げていく。
  - 秘書として働き始めた頃は保守的でうぶであったが、男性社会の会社内でコピーライターとして多くの仕事をこなしていくうちに強い意思を持つようになる。
  - ピートの結婚前夜、仕事でドンに打ち負かされた彼を受け入れ、一度だけ関係を持ってしまう。その後、妊娠、出産するが、女性としての幸せよりも仕事を選び養子に出してしまう。そのことにより、キューバ危機の際、愛を告白した彼を拒絶する。
- ピート・キャンベル(Peter Dyckman "Pete" Campbell)
  - 演 -  ヴィンセント・カーシーザー/声 -  石田彰
  - スターリング・クーパー広告代理店の営業マン。
  - 野心が強く[3]、出世するためには、他人を陥れたり、出し抜いたりと手段を選ばない。
  - ドンの後釜を狙っていて、彼宛ての荷物を受け取った事から彼の秘密を知る。それを脅しに昇進させるように迫ったが断られ、バートラムに告げ口をするもそれも「だからどうした」と一蹴されてしまう。
  - 父親とは確執があったが、その父をアメリカン航空1便の墜落事故で亡くす。
  - 結婚前夜、新人のペギーと一夜限りの関係になるが、その後、彼女を愛していることに気付く。そして、キューバ危機の際、人生に悔いのないように彼女に愛を告白するが、逆に彼女から彼の子供を妊娠、出産し、その子を仕事のため養子に出したと聞かされ打ちのめされる。
  - 妻のトゥルーディとは子供が出来ない事が問題になり夫婦関係がギクシャクしていたが、やがて彼女が妊娠する。
  - 妻の両親の援助を受け都会のマンションに住んでいる。
- ベティ・ドレイパー(Elizabeth "Betty" Draper)
  - 演 -  ジャニュアリー・ジョーンズ/声 -  冬馬由美
  - ドンの元妻。
  - モデル出身で容姿が端麗。ドンとはその仕事を通じて知り合った。
  - 家庭を顧みることの少ない夫の浮気を薄々感づいており、精神的に不安定になってしまう。その結果当時としてはあまり一般的ではない、精神科でのカウンセリングを受けている。
  - 趣味で通う乗馬クラブで青年アーサーから熱烈なアタックを受ける。しかし、女性として扱われることに喜びを感じつつも家庭や貞淑な妻であるため彼を拒絶する。
  - ドンの浮気のため別居を決意するが、その直後に妊娠が発覚する。のちに離婚し、州知事顧問のヘンリーと再婚する。
  - 離婚後は今まで無理をして良き妻を演じてきた反動からか、子供やその周りの人間につらくあたるようになる。
  - ドンに打ち明けられたことから彼の秘密を知っている。
- ジョーン・ホールウェイ(Joan Holloway)
  - 演 -  クリスティーナ・ヘンドリックス/声 -  岡寛恵
  - スターリング・クーパー広告代理店のオフィス・マネージャー[4]。フロアの業務全般を取り仕切る。
  - ロジャーと不倫の関係にあったが、その後、その関係を清算。新しい医師の恋人を作り結婚する。
  - しかし、ロジャーには依然として未練があり、夫が従軍のため家を離れている間に再び衝動的に関係を持ってしまう。しかも、それにより妊娠してしまい堕ろそうとするが思いとどまる。
- ロジャー・スターリング(Roger Sterling Jr.)
  - 演 -  ジョン・スラッテリー/声 -  内田直哉
  - スターリング・クーパー広告代理店の共同経営者。ドンの良き上司として会社を経営する。
  - 心臓を患った事から家族の大切さに気づき、ジョーンとの関係を終わらせた。しかし、その後も懲りずに他の女性に手を出している。第二次世界大戦に従軍した経験を持っていて[4]、その忌まわしい体験から日本人を毛嫌いしている。

### スターリング・クーパー広告代理店
- バートラム・クーパー(Bertram "Bert" Cooper)
  - 演 -  ロバート・モース/声 -  佐々木敏
  - スターリング・クーパー広告代理店の共同経営者かつ創設者。
  - 日本かぶれで社内の自室には日本の骨とう品や美術品を飾り、土足厳禁にしている。
  - 政財界との繋がりも強く、悪賢い。
  - 新会社「スターリング・クーパー・ドレイパー・プライス」後、長年の大きな取引先のタバコ会社との契約が一方的に打ち切られ、会社の経営が苦しくなった際、ドンの対応に唖然とし、早々に会社の経営から降りる。
  - ピートの告げ口からドンが実は別人であることを知っている。
- レーン・プライス()
  - 演 -  ジャレッド・ハリス/声 -  福田信昭
  - イギリスの親会社から財務責任者(お目付役)として派遣される。
  - コストカットや人員削減などの経営再建を推し進める嫌われ役的存在。
  - 財務責任者として手腕を発揮していたが、親会社からは功績を認めらることなく辟易していた。
  - ドンやロジャーたちと結託して新会社「スターリング・クーパー・ドレイパー・プライス」を立ち上げる。
- ハーマン・"ダック"・フィリップス(Herman "Duck" Phillips)
  - 演 -  マーク・モーゼス/声 -  仲野裕
  - 営業部門責任者。
  - あちこちの代理店を渡り歩きスカウトをされたが、ドンとはやり方の違いからそりが合わずにいる。
  - その後、ライバル会社に会社の買収話を持ちかけ、その際に自身はその会社の社長になろうと企てるが失敗する。
  - 酒が原因で家族とは離婚している。
- ポール・キンゼイ(Paul Kinsey)
  - 演 -  マイケル・グラディス/声 -  堀越省之助
  - コピーライター。
  - 脚本家志望で社内の人間をモデルに脚本を書いていた。
  - 人種差別意識の強い当時としては珍しく黒人の恋人と付き合っている。
- ケン・コスグローブ(Kenneth "Ken" Cosgrove)
  - 演 -  アーロン・ステイトン/声 -  杉山大
  - 営業マン。
  - 趣味で小説を書いており、その作品が雑誌に載ったこともある。
  - サルバトーレによく批評を頼んでいる。
- ハリー・クレイン(Harold "Harry" Crane)
  - 演 -  リッチ・ソマー/声 -  三浦潤也
  - メディアバイヤー。
  - 社内では珍しい既婚者だが、他の女性にもよくちょっかいを出す。
  - 意欲的な試みが評価され、それをきっかけにテレビ部門の設立を働きかけ自らその責任者となる。
- サルバトーレ・ロマーノ(Salvatore "Sal" Romano)
  - 演 -  ブライアン・バット/声 -  広田みのる
  - アート・ディレクター。
  - アングロサクソン系が多い社内で、唯一のイタリア系アメリカ人。
  - 既婚者だが妻とはすれ違いも多い。
  - 実はゲイであり、ケンに同僚以上の感情を抱いている。

### その他の人物
- レイチェル・メンケン(Rachel Menken)
  - 演 -  マギー・シフ/声 -  田中敦子
  - ユダヤ系デパートの創業者の娘で、女社長。
  - ドンとは取引を通じて出会うが、お互いに異性として惹かれあうようになる。最初は彼が既婚者であることから強く拒絶するが、やがて関係を持ってしまう。
  - その後、彼と別れ、結婚する。
- ミッジ・ダニエルズ(Midge Daniels)
  - 演 -  ローズマリー・デウィット/声 -  加納千秋
  - デザイナー。ドンの不倫相手。
  - アート関係の仲間や友達が多く、やり手の広告マンであるドンとは住む世界が違うことを悟り、のちに彼と別れる。
  - のちに脚本家と結婚するが、ともに薬に溺れ荒んだ生活を送る。その後、金を無心するためドンに偶然を装って再会するが、彼にそれを見抜かれ逆に同情を買い金を渡される。
- ジミー・バレット(Jimmy Barrett)
  - 演 -  パトリック・フィッシュラー/声 -  岩崎ひろし
  - コメディアン。
  - CMに出演する事になったが、歯に衣着せぬジョークでクライアントの怒りを買ってしまう。
  - のちに、妻のボビーとドンの不倫に気付き、ベティにそのことを告げ口して復讐する。
  - その後、裏カジノで偶然ドンと鉢合わせ、殴られる。
- ボビー・バレット(Bobbie Barrett)
  - 演 -  メリンダ・マックグロウ/声 -  渡辺美佐
  - ジミーの妻兼マネージャー。
  - ジミーの毒舌の謝罪をめぐり、ドンと知り合い男女の仲になる。
- アーサー・ケース(Arthur Case)
  - 演 -  ガブリエル・マン/声 -  杉村憲司
  - ベティの通う乗馬クラブの生徒。
  - 婚約者がいるのだが、ベティの事を気に掛けており会う度に口説いている。

## スタッフ
- 企画 / 製作総指揮 / 脚本　…　マシュー・ワイナー
- 共同製作総指揮 / 脚本　…　トム・パーマー

## 日本語版スタッフ
- 演出：市来満
- 字幕翻訳：原田りえ、田崎幸子
- 吹替翻訳：伊藤里香、平田勝茂
- 企画：内田耕一、大柳英樹
- プロデューサー：幸田さゆり、佐藤大輔、久保絵里
- 制作：ポニーキャニオン、フジテレビ

## エピソード一覧

### シーズン一覧
| シーズン | シーズン  | エピソード | 米国での放送日                | 米国での放送日                |
| シーズン | シーズン  | エピソード | 初回                          | 最終回                        |
| -------- | --------- | ---------- | ----------------------------- | ----------------------------- |
|          | 1         | 13         | 2007年7月19日                 | 2007年10月18日                |
|          | 2         | 13         | 2008年7月27日                 | 2008年10月26日                |
|          | 3         | 13         | 2009年8月16日                 | 2009年11月8日                 |
|          | 4         | 13         | 2010年7月25日                 | 2010年10月17日                |
|          | 5         | 13         | 2012年3月25日                 | 2012年6月10日                 |
|          | 6         | 13         | 2013年4月7日                  | 2013年6月23日                 |
|          | 7: Part 1 | 7          | 2014年4月13日                 | 2014年5月25日                 |
|          | 7: Part 2 | 7          | 2015年4月5日                  | 2015年5月17日                 |
| トータル | トータル  | 92         | 2007年7月19日 – 2015年5月17日 | 2007年7月19日 – 2015年5月17日 |

### シーズン1 （2007年）
| 通算 | 話数 | タイトル              | 原題                    | 監督                         | 米国放送日     | 視聴者数 (万人) |
| ---- | ---- | --------------------- | ----------------------- | ---------------------------- | -------------- | --------------- |
| 1    | 1    | 煙が目にしみる        | Smoke Gets in Your Eyes | アラン・テイラー             | 2007年7月19日  | 165             |
| 2    | 2    | 化粧室                | Ladies Room             | アラン・テイラー             | 2007年7月26日  | 104             |
| 3    | 3    | フィガロの結婚        | Marriage of Figaro      | Ed Bianchi                   | 2007年8月2日   | 107             |
| 4    | 4    | ニューアムステルダム  | New Amsterdam           | ティム・ハンター             | 2007年8月9日   | 85              |
| 5    | 5    | 5G号室                | 5G                      | レスリー・リンカ・グラッター | 2007年8月16日  | N/A             |
| 6    | 6    | バビロン              | Babylon                 | Andrew Bernstein             | 2007年8月23日  | 207             |
| 7    | 7    | 赤ら顔                | Red in the Face         | ティム・ハンター             | 2007年8月30日  | N/A             |
| 8    | 8    | ホーボーの掟          | The Hobo Code           | Phil Abraham                 | 2007年9月6日   | N/A             |
| 9    | 9    | 射撃                  | Shoot                   | ポール・フェイグ             | 2007年9月13日  | 84              |
| 10   | 10   | 長い週末              | Long Weekend            | ティム・ハンター             | 2007年9月27日  | N/A             |
| 11   | 11   | インディアン・サマー  | Indian Summer           | ティム・ハンター             | 2007年10月4日  | N/A             |
| 12   | 12   | ニクソン vs. ケネディ | Nixon vs. Kennedy       | アラン・テイラー             | 2007年10月11日 | N/A             |
| 13   | 13   | 回転木馬              | The Wheel               | マシュー・ワイナー           | 2007年10月18日 | 93              |

### シーズン2 （2008年）
| 通算 | 話数 | タイトル             | 原題                        | 監督                         | 米国放送日     | 視聴者数 (万人) |
| ---- | ---- | -------------------- | --------------------------- | ---------------------------- | -------------- | --------------- |
| 14   | 1    | 若さへの憧憬         | For Those Who Think Young   | ティム・ハンター             | 2008年7月27日  | 206             |
| 15   | 2    | アメリカン航空1便    | Flight 1                    | Andrew Bernstein             | 2008年8月3日   | 133             |
| 16   | 3    | パトロン             | The Benefactor              | レスリー・リンカ・グラッター | 2008年8月10日  | 125             |
| 17   | 4    | 聖週間               | Three Sundays               | ティム・ハンター             | 2008年8月17日  | 107             |
| 18   | 5    | ニュー・ガール       | The New Girl                | Jennifer Getzinger           | 2008年8月24日  | 147             |
| 19   | 6    | ストリップ           | Maidenform                  | Phil Abraham                 | 2008年8月31日  | 146             |
| 20   | 7    | 黄金の旋律           | The Gold Violin             | Andrew Bernstein             | 2008年9月7日   | 167             |
| 21   | 8    | 忘れられない夜       | A Night to Remember         | レスリー・リンカ・グラッター | 2008年9月14日  | 187             |
| 22   | 9    | 前に進むとき         | Six Month Leave             | マイケル・アッペンダール     | 2008年9月28日  | 160             |
| 23   | 10   | 歪んだ絆             | The Inheritance             | Andrew Bernstein             | 2008年10月5日  | 130             |
| 24   | 11   | 別世界               | The Jet Set                 | Phil Abraham                 | 2008年10月12日 | 150             |
| 25   | 12   | 二人のドレイパー夫人 | The Mountain King           | アラン・テイラー             | 2008年10月19日 | 140             |
| 26   | 13   | 危うさの中の瞑想     | Meditations in an Emergency | マシュー・ワイナー           | 2008年10月26日 | 175             |

### シーズン3 （2009年）
| 通算 | 話数 | タイトル               | 原題                                 | 監督                         | 米国放送日     | 視聴者数 (万人) |
| ---- | ---- | ---------------------- | ------------------------------------ | ---------------------------- | -------------- | --------------- |
| 27   | 1    | ロンドンフォグ         | Out of Town                          | Phil Abraham                 | 2009年8月16日  | 276             |
| 28   | 2    | かげりゆく家族         | Love Among the Ruins                 | レスリー・リンカ・グラッター | 2009年8月23日  | 190             |
| 29   | 3    | ガーデン・パーティー   | My Old Kentucky Home                 | Jennifer Getzinger           | 2009年8月30日  | 161             |
| 30   | 4    | 遺言                   | The Arrangements                     | マイケル・アッペンダール     | 2009年9月6日   | 151             |
| 31   | 5    | 霧の中                 | The Fog                              | Phil Abraham                 | 2009年9月13日  | 175             |
| 32   | 6    | ガイ・マッケンドリック | Guy Walks Into an Advertising Agency | レスリー・リンカ・グラッター | 2009年9月20日  | 157             |
| 33   | 7    | 契約                   | Seven Twenty Three                   | Daisy von Scherler Mayer     | 2009年9月27日  | 173             |
| 34   | 8    | ファーストキス         | Souvenir                             | Phil Abraham                 | 2009年10月4日  | 191             |
| 35   | 9    | 前奏曲                 | Wee Small Hours                      | Scott Hornbacher             | 2009年10月11日 | 153             |
| 36   | 10   | 鍵                     | The Color Blue                       | マイケル・アッペンダール     | 2009年10月18日 | 161             |
| 37   | 11   | 君は何者               | The Gypsy and the Hobo               | Jennifer Getzinger           | 2009年10月25日 | 172             |
| 38   | 12   | JFK暗殺                | The Grown-Ups                        | バーベット・シュローダー     | 2009年11月1日  | 178             |
| 39   | 13   | 解雇通知               | Shut the Door. Have a Seat.          | マシュー・ワイナー           | 2009年11月8日  | 232             |

### シーズン4 （2010年）
| 通算 | 話数 | タイトル         | 原題                            | 監督                         | 米国放送日     | 視聴者数 (万人) |
| ---- | ---- | ---------------- | ------------------------------- | ---------------------------- | -------------- | --------------- |
| 40   | 1    | 名もなき男       | Public Relations                | Phil Abraham                 | 2010年7月25日  | 292             |
| 41   | 2    | サンタの贈り物   | Christmas Comes But Once a Year | マイケル・アッペンダール     | 2010年8月1日   | 247             |
| 42   | 3    | 福音             | The Good News                   | Jennifer Getzinger           | 2010年8月8日   | 222             |
| 43   | 4    | 結婚神話         | The Rejected                    | ジョン・スラッテリー         | 2010年8月15日  | 205             |
| 44   | 5    | 菊と刀           | The Chrysanthemum and the Sword | レスリー・リンカ・グラッター | 2010年8月22日  | 219             |
| 45   | 6    | 授賞式の夜       | Waldorf Stories                 | Scott Hornbacher             | 2010年8月29日  | 204             |
| 46   | 7    | 宿命の対決       | The Suitcase                    | Jennifer Getzinger           | 2010年9月5日   | 217             |
| 47   | 8    | 夏の匂い         | The Summer Man                  | Phil Abraham                 | 2010年9月12日  | 231             |
| 48   | 9    | 美しき女たち     | The Beautiful Girls             | マイケル・アッペンダール     | 2010年9月19日  | 229             |
| 49   | 10   | 逃亡者           | Hands and Knees                 | Lynn Shelton                 | 2010年9月26日  | 212             |
| 50   | 11   | 崩れゆく壁       | Chinese Wall                    | Phil Abraham                 | 2010年10月3日  | 206             |
| 51   | 12   | ナンバー4        | Blowing Smoke                   | ジョン・スラッテリー         | 2010年10月10日 | 223             |
| 52   | 13   | トゥモローランド | Tomorrowland                    | マシュー・ワイナー           | 2010年10月17日 | 244             |

### シーズン5 （2012年）
| 通算 | 話数 | タイトル             | 原題                  | 監督                     | 米国放送日    | 視聴者数 (万人) |
| ---- | ---- | -------------------- | --------------------- | ------------------------ | ------------- | --------------- |
| 53   | 1    | 小さなキス           | A Little Kiss: Part 1 | Jennifer Getzinger       | 2012年3月25日 | 354             |
| 54   | 2    | 求人広告             | A Little Kiss: Part 2 |                          |               |                 |
| 55   | 3    | 未来占い             | Tea Leaves            | ジョン・ハム             | 2012年4月1日  | 294             |
| 56   | 4    | 真夏の悪夢           | Mystery Date          | Matt Shakman             | 2012年4月8日  | 275             |
| 57   | 5    | 箱の中のオーケストラ | Signal 30             | ジョン・スラッテリー     | 2012年4月15日 | 269             |
| 58   | 6    | 真実の世界           | Far Away Places       | Scott Hornbacher         | 2012年4月22日 | 266             |
| 59   | 7    | 汚れた街             | At the Codfish Ball   | マイケル・アッペンダール | 2012年4月29日 | 231             |
| 60   | 8    | 女の夢               | Lady Lazarus          | Phil Abraham             | 2012年5月6日  | 229             |
| 61   | 9    | 嫉妬と嘘             | Dark Shadows          | Scott Hornbacher         | 2012年5月13日 | 213             |
| 62   | 10   | クリスマスワルツ     | Christmas Waltz       | マイケル・アッペンダール | 2012年5月20日 | 192             |
| 63   | 11   | 愛人                 | The Other Woman       | Phil Abraham             | 2012年5月27日 | 207             |
| 64   | 12   | 旅立ちのとき         | Commissions and Fees  | Christopher Manley       | 2012年6月3日  | 241             |
| 65   | 13   | 幻を追って           | The Phantom           | マシュー・ワイナー       | 2012年6月10日 | 270             |

### シーズン6 （2013年）
| 通算 | 話数 | タイトル     | 原題                  | 監督                     | 米国放送日    | 視聴者数 (万人) |
| ---- | ---- | ------------ | --------------------- | ------------------------ | ------------- | --------------- |
| 66   | 1    | 扉の向こう   | The Doorway: Part 1   | Scott Hornbacher         | 2013年4月7日  | 337             |
| 67   | 2    | 虚無の中で   | The Doorway: Part 2   |                          |               |                 |
| 68   | 3    | 内通者たち   | Collaborators         | ジョン・ハム             | 2013年4月14日 | 266             |
| 69   | 4    | 所有欲       | To Have and to Hold   | マイケル・アッペンダール | 2013年4月21日 | 240             |
| 70   | 5    | 英雄の死     | The Flood             | Christopher Manley       | 2013年4月28日 | 238             |
| 71   | 6    | 予期せぬ未来 | For Immediate Release | Jennifer Getzinger       | 2013年5月5日  | 245             |
| 72   | 7    | 牽制         | Man with a Plan       | ジョン・スラッテリー     | 2013年5月12日 | 236             |
| 73   | 8    | クラッシュ   | The Crash             | マイケル・アッペンダール | 2013年5月19日 | 216             |
| 74   | 9    | 相性         | The Better Half       | Phil Abraham             | 2013年5月26日 | 188             |
| 75   | 10   | 二都物語     | A Tale of Two Cities  | ジョン・スラッテリー     | 2013年6月2日  | 245             |
| 76   | 11   | 救いの手     | Favors                | Jennifer Getzinger       | 2013年6月9日  | 217             |
| 77   | 12   | 慈悲の心     | The Quality of Mercy  | Phil Abraham             | 2013年6月16日 | 206             |
| 78   | 13   | 決意の先     | In Care Of            | マシュー・ワイナー       | 2013年6月23日 | 269             |

### シーズン7 （2014年 - 2015年）
| 通算                      | 話数 | タイトル         | 原題                     | 監督                     | 米国放送日    | 視聴者数 (万人) |
| Part 1: The Beginning     |      |                  |                          |                          |               |                 |
| ------------------------- | ---- | ---------------- | ------------------------ | ------------------------ | ------------- | --------------- |
| 79                        | 1    | 温度差           | Time Zones               | Scott Hornbacher         | 2014年4月13日 | 227             |
| 80                        | 2    | バレンタインデー | A Day's Work             | マイケル・アッペンダール | 2014年4月20日 | 189             |
| 81                        | 3    | 暗中模索         | Field Trip               | Christopher Manley       | 2014年4月27日 | 202             |
| 82                        | 4    | コンピューター   | The Monolith             | Scott Hornbacher         | 2014年5月4日  | 214             |
| 83                        | 5    | 救いを求めて     | The Runaways             | Christopher Manley       | 2014年5月11日 | 186             |
| 84                        | 6    | 家族の食卓       | The Strategy             | Phil Abraham             | 2014年5月18日 | 193             |
| 85                        | 7    | 月面着陸         | Waterloo                 | マシュー・ワイナー       | 2014年5月25日 | 194             |
| Part 2: The End of an Era |      |                  |                          |                          |               |                 |
| 86                        | 8    | 啓示             | Severance                | Scott Hornbacher         | 2015年4月5日  | 227             |
| 87                        | 9    | 別れの代償       | New Business             | マイケル・アッペンダール | 2015年4月12日 | 197             |
| 88                        | 10   | 未来への展望     | The Forecast             | Jennifer Getzinger       | 2015年4月19日 | 187             |
| 89                        | 11   | 不意打ち         | Time & Life              | ジャレッド・ハリス       | 2015年4月26日 | 177             |
| 90                        | 12   | 新天地           | Lost Horizon             | Phil Abraham             | 2015年5月3日  | 179             |
| 91                        | 13   | 夢見る地へ       | The Milk and Honey Route | マシュー・ワイナー       | 2015年5月10日 | 187             |
| 92                        | 14   | 歩むべき道       | Person to Person         | マシュー・ワイナー       | 2015年5月17日 | 329             |

## DVD
- シーズン1-2009/08/05